# Румянцева, Марианна
Марианна Алиса Румянцева (фин. Marianna Alisa Rumjantseva; род. 15 июня 1940, Хельсинки, Финляндия) — финская балерина русского происхождения; прима-балерина Финского национального балета (1969—1978). В 1970 году награждена высшей государственной наградой Финляндии для деятелей искусств — медалью «Pro Finlandia».

## Биография
Родилась 15 июня 1940 года в Хельсинки в русской семье. Окончила русскую Табуновскую школу.
Обучалась балетному мастерству в балетной школе при Финском национальном балете у Александра Сакселина, Мари Пайшевой, Люсии Нифонтовой, Эльзы Сюльвестерссон.
С 1956 по 1978 годы — в труппе Финского национального балета: с 1968 года в качестве солистки, а с 1969 по 1978 годы в качестве прима-балерины.
В настоящее время преподаёт балетное мастерство в школе при Финской национальной опере.

## Семья
- Мать — Нина Жаворонкова, проживали с семьёй на Карельском перешейке.

## Фильмография
- 1960 — Punainen huone (TV movie)
- 1963 — Tanssin neljä vuosisataa (TV series)
- 1965 — Teatterituokio (TV series)
- 1966 — Loistokaupunki (TV movie)